# Sinaloa
Sinaloa är en av Mexikos delstater och ligger i den nordvästra delen av landet. I öster avgränsas delstaten av bergsryggen Sierra Madre Occidental, och delstaten sträcker sig över en slätt fram till stillahavskusten och Californiaviken. Den har 2 643 536 invånare (2007) på en yta av 58 328 km². Huvudstaden heter Culiacán, och bland andra städer i delstaten finns turistorten Mazatlán och jordbrukscentret Los Mochis.
Sinaloa är den främsta jordbruksdelstaten i Mexiko. Jordbruket är delvis konstbevattnat, och viktiga grödor är ris, bomull och olika grönsaker. Fiske, skaldjursfiske och framställning av fiskprodukter är också en viktig näringsgren. Delstaten har däremot inte någon större mängd industrier.
I närheten av Mazatlan finns några små byar, där man fortfarande spelar ett urgammalt bollspel med rötter i den gamla mesoamerikanska kulturen. Liknande spel fanns såväl invånarna i Teotihuacán som hos olmekerna, aztekerna och mayaindianerna. Den variant, som finns i Sinaloa kallas ulama, och anses allmänt vara mycket trogen ursprunget. Man försöker medvetet bevara denna minst 3 500 år gamla tradition genom att stödja de byar och barn, som fortfarande spelar det. Delstaten är också känd för musikstilen banda. 
I den nordöstra delen finns även det stora ravinområdet Barranca del Cobre.
Administrativt delas delstaten in i 18 kommuner (municipio).

## = Referenser ==
1. ↑  Consejo Nacional de Población, Mexiko, prognos baserad på folkräkningen 2000 samt provisorisk folkräkning 2005.